# HD 136334
HD 136334，又名CD-40 9539，SAO 225695、HR 5696，是一颗恒星，视星等为6.2，位于銀經331.3，銀緯13.71，其B1900.0坐标为赤經15h 15m 0.9s，赤緯-40° 13.71′ 16″。